# Aspiditettix
Aspiditettix is een geslacht van rechtvleugeligen uit de familie doornsprinkhanen (Tetrigidae). De wetenschappelijke naam van dit geslacht is voor het eerst geldig gepubliceerd in 2009 door Liang, Chen, Li & Chen.

## Soorten
Het geslacht Aspiditettix  is monotypisch en omvat slechts de volgende soort:
- Aspiditettix yunnanensis (Liang, Chen, Li & Chen, 2009)